# Stade Charles-de-Gaulle
 (mars 2025).
Le stade Charles-de-Gaulle est un stade de football situé à Porto-Novo (Bénin).

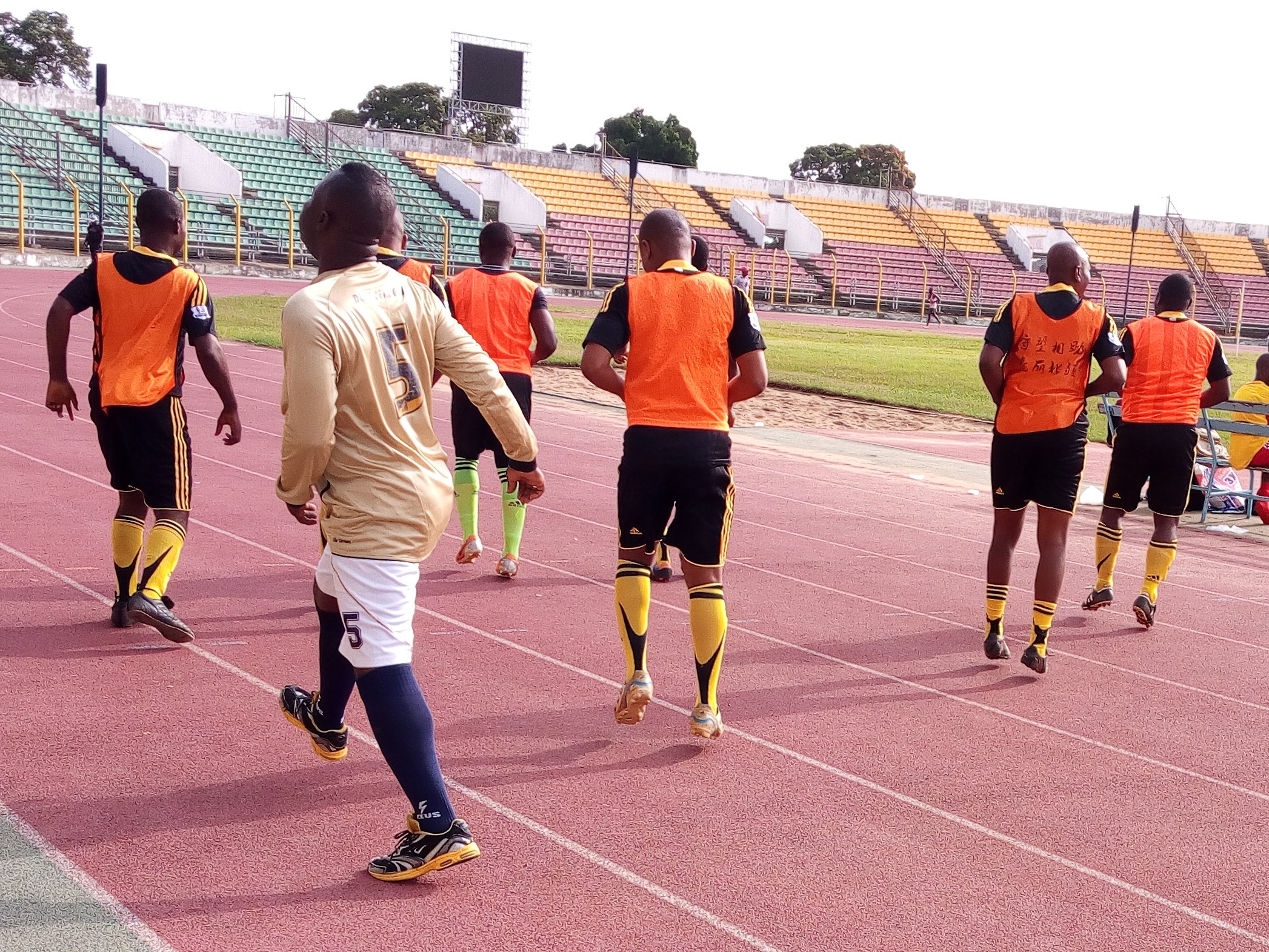
Échauffement des joueurs.

Ce stade de 15 000 places accueille les matchs à domicile de l'AS Dragons FC le Mogas 90 FC, l'AS Porto-Novo et les Sélections nationale U20, U17.
Il accueille aussi certains matchs délocalisés de l'équipe nationale du Bénin de Football.

## Histoire
En 2012, les Championnats d'Afrique d'athlétisme s'y déroulent.